# Tyumensky (huyện)
Huyện Tyumensky (tiếng Nga: ? райо́н) là một huyện hành chính tự quản (raion), của Tỉnh Tyumen, Nga. Huyện có diện tích 4375 km², dân số thời điểm ngày 1 tháng 1 năm 2000 là 90900 người. Trung tâm của huyện đóng ở Tyumen'.